# Anaconda 4: Trail of Blood
Anaconda 4: Trail of Blood (ook bekend als Anacondas: Trail of Blood en Anaconda 4) is een horror-televisiefilm uit 2009 onder regie van Don E. FauntLeRoy. De film is de vierde film in een reeks Anaconda-films, met als voorlopers: Anaconda uit 1997,  Anaconda 2: The Hunt for the Blood Orchid uit 2004 en Anaconda 3: Offspring uit 2008. Het verhaal van de film is een direct vervolg op het verhaal van Anaconda 3: Offspring.

## Verhaal
Wetenschapper Peter, gespecialiseerd in regeneratieve geneeskunde, creëert een nieuwe kruising van de bloedorchidee waarmee regeneratie van cellen, weefsels en organen de genezing kan betekenen voor zijn aan botkanker lijdende werkgever Murdoch. Het proefdier, een uit de kluiten gewassen babyanaconda, ontsnapt in een onbewaakt moment uit zijn kooi, doodt zijn knutselende kwelgeest in diens eigen bloementuin en verbergt zich in de bossen in de Roemeense Karpaten. Murdoch verneemt niets van zijn laatste hoop op heling en huurt de meedogenloze Eugene in om zijn genokte geleerde uit te schakelen en het serum van de bloedorchidee in veilige handen te brengen. Voor 1 miljoen dollar vertrekt Eugene met vier huurlingen naar het bosrijke gebergte om een investering van reeds 50 miljoen dollar niet naar de verdoemenis te helpen.
De jonge Alex, uitermate geïnteresseerd in paleopathologie, dwaalt op zichzelf door de weidse bossen, maar raakt weldra angstig voor de griezelige geluiden om zich heen. Als dokter Amanda Hayes, vastberaden het serum te vernietigen en de slang voorgoed uit de weg te ruimen, de student aantreft, neemt ze hem – bijgestaan door agent Vasile en diens collega – onder haar hoede in haar missie het sissende onheil voorgoed een halt toe te roepen. Murdoch heeft Eugene tevens de opdracht gegeven om de heerlijke, maar onheilspellende blondine als vruchteloos zaadje tussen het onkruid te planten.
Jackson leidt Team 2 van een tweeledige groep archeologen die in de Karpaten op weg zijn naar een opgravingsplaats, maar het vijftal stuit op een wegversperring, komt na een lange wandeling aan op het basiskamp en ontdekt bij de opgravingen de geringe overblijfselen van de leden van Team 1. Heather, Jacksons prille liefde, wordt gebeten door een veldtrechterspin en via een incisie in de nek verlost van haar koortsgevoel. Roland, op zoek naar zijn vermiste broer Peter, wordt voor de anaconda tot slechts een tussendoortje wanneer het team in het open veld plotseling oog in oog staat met enerzijds Amanda en Alex – haar twee agenten reeds slachtoffer van de reuzenslang – en anderzijds Eugene en zijn bende huurlingen. De snoeiharde soldaten houden Team 2 onder schot, maar de dreiging van de situatie blijkt pas werkelijk wanneer Patrick, een uit het niets opgedoken overlevende uit Team 1, door het hoofd en Wendy, het bangige lid van Team 2, in de rug naar de eeuwige jachtvelden worden geschoten. Scott offert zichzelf vervolgens op om Heathers vege lijf nogmaals te redden.
Murdoch verlaat zijn veilige thuishaven, omgeven door zijn assistente, om naar Roemenië af te reizen en middels het serum een volledig herstel van zijn lichaam te bewerkstelligen. Na een injectie merkt de kankerpatiënt direct de positieve werking van het serum, maar Murdoch kan slechts kortstondig genieten wanneer de anaconda zijn gewraakte gram komt halen. Amanda, Alex, Jackson en Heather vluchten per SUV, maar de –na Jacksons messteek– nog levende Eugene vindt houvast aan de achterkant van de wagen in een ultieme poging de overlevende crew een slangetje van eigen leer te geven.

## Rolverdeling
- Crystal Allen - Amanda Hayes
- Calin Stanciu - Alex
- Linden Ashby - Jackson
- Ana Ularu - Heather
- Danny Midwinter - Scott
- Anca-Ioana Androne - Wendy
- Alexandru Potocean - Roland
- Zoltan Butuc - Peter
- John Rhys-Davies - Murdoch
- Cristina Teodorescu - assistente Murdoch
- Emil Hostina - Eugene
- Dan Badarau - Vasile
- Alexandru Potocean - Patrick
- Claudiu Bleont - Armon
- Marcello Cobzarju - huurling
- Elias Ferkin - huurling
- Razvan Gheorghiu - huurling
- Vasile Albinet - huurling